# Cucina ticinese

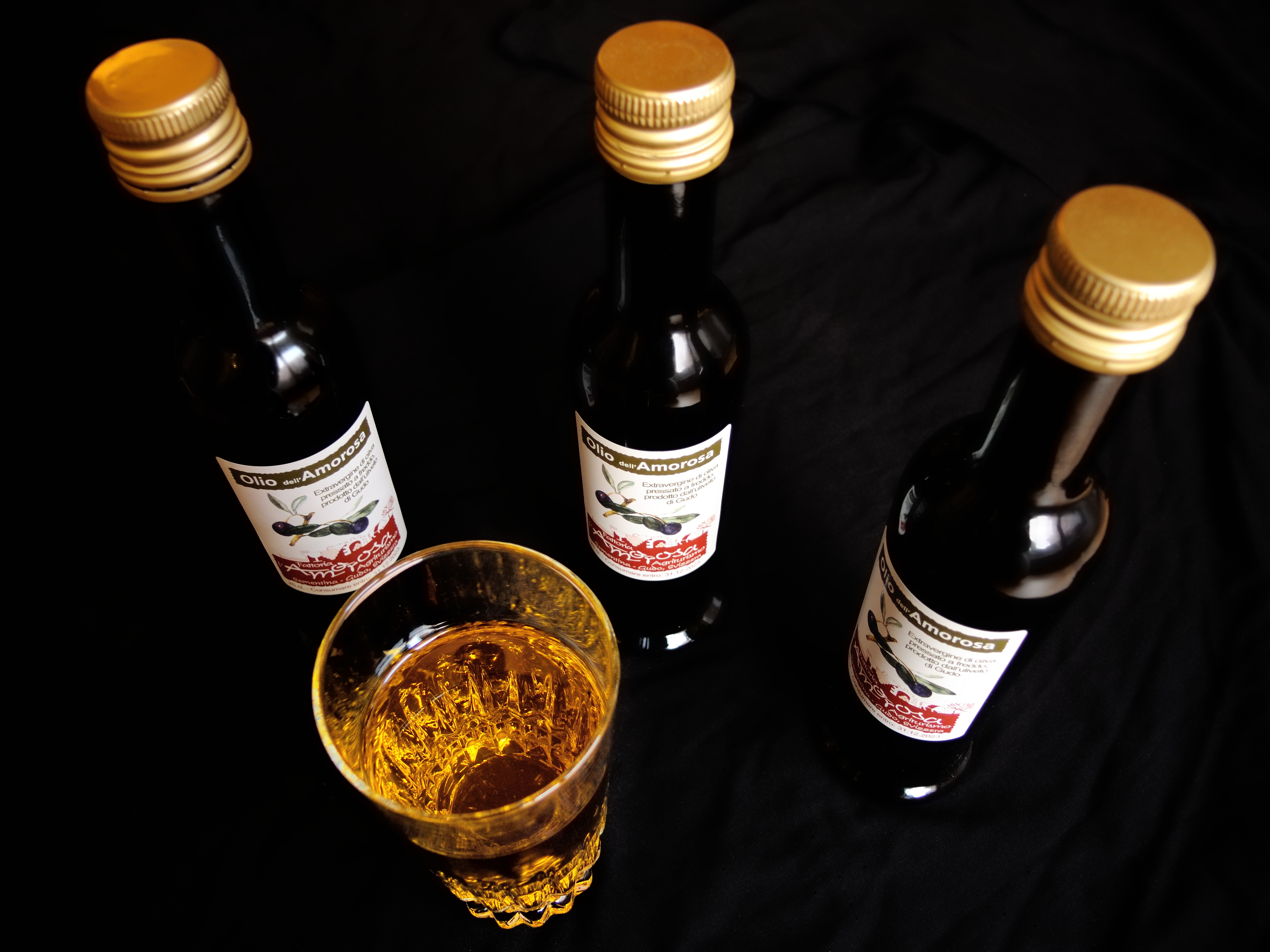
La cucina ticinese è influenzata dalla cultura mediterranea, simboleggiata dall'olio d'oliva.

La cucina del Canton Ticino è molto influenzata dalla cucina italiana e soprattutto dalla cucina lombarda a causa della secolare dominazione del Ducato di Milano e dei legami economici e linguistici con la Lombardia.

## Piatti

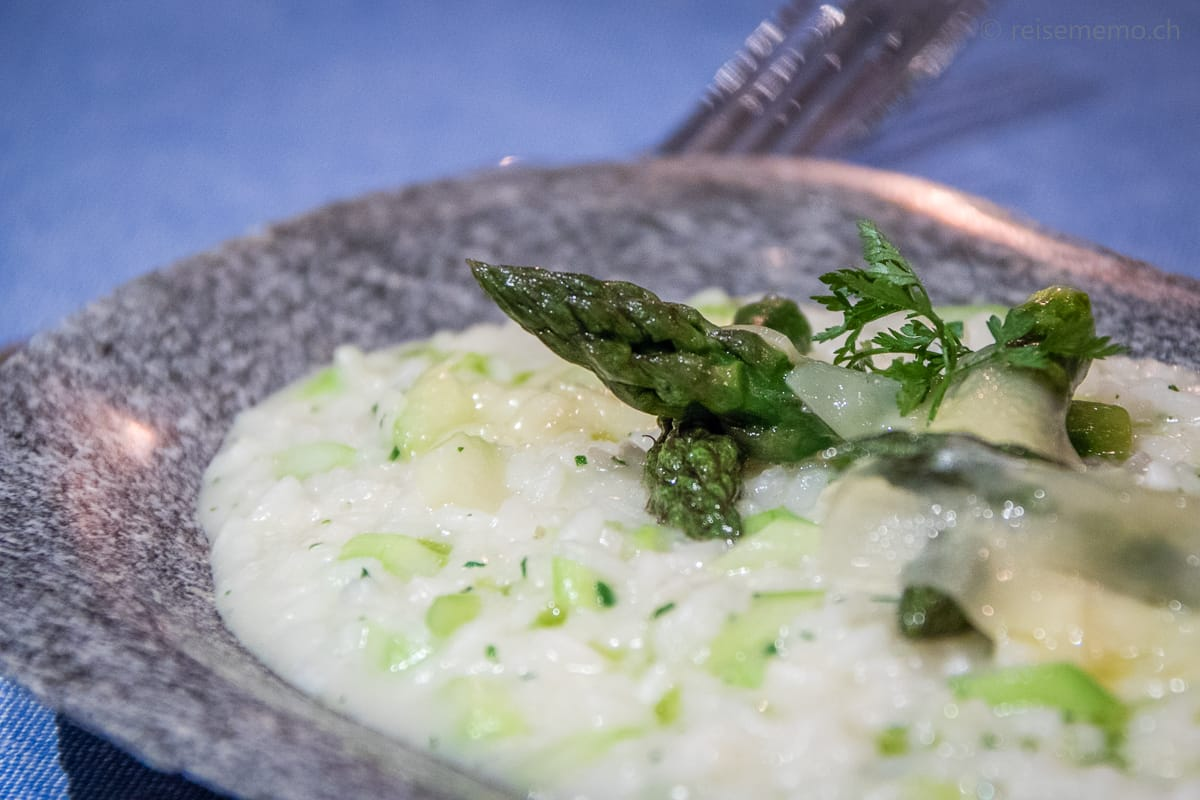
Risotto

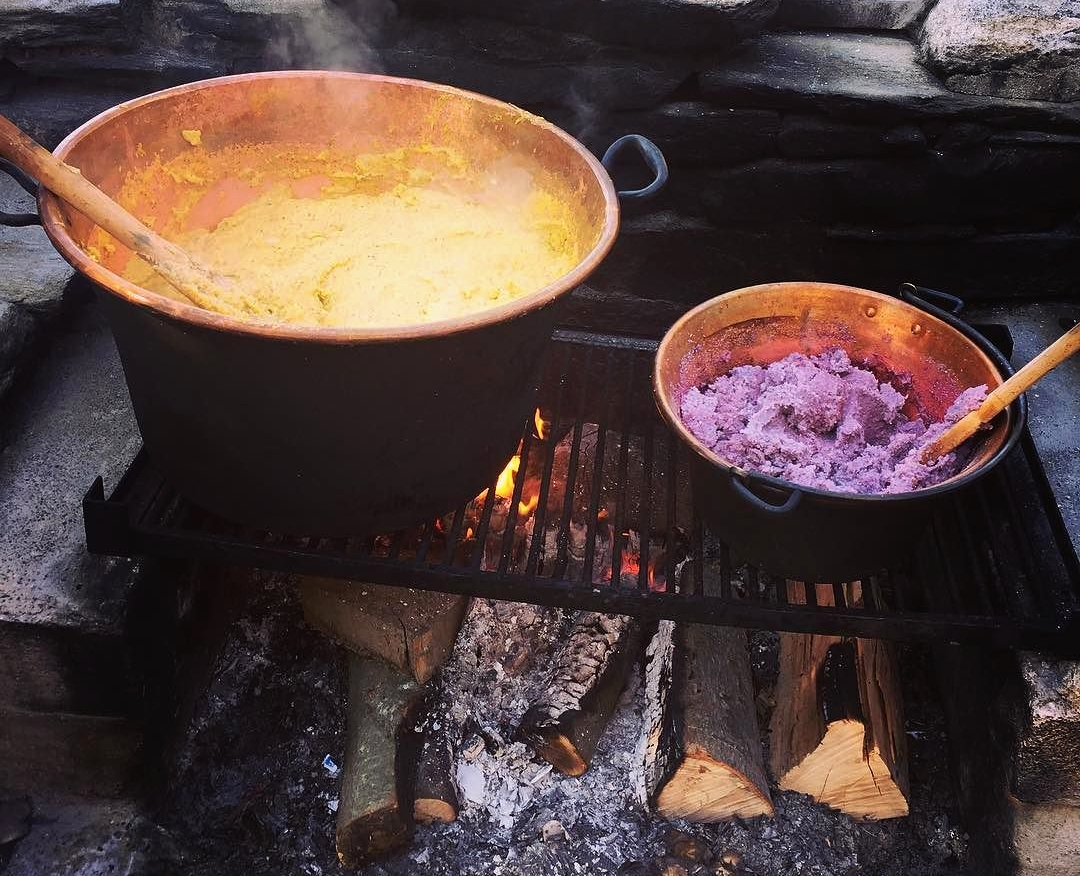
Polenta

- Risotto ticinese, risotto con i funghi porcini o la luganega
- Polenta nella ricetta ticinese con il brasato o lo spezzatino, oppure nella ricetta domenicale in cui si metteva il latte o la panna al posto dell'acqua
- Maialino al forno
- Gallo in umido
- Coniglio in umido
- Stinco di maiale
- Coniglio in salmì
- Cassœula
- Minestrone nella variante ticinese
- Pesce in carpione, tipico dei paesi che si affacciano sul lago di Lugano e sul lago Maggiore
- Zuppa di zucca
- Trippa
- Oss in Bögia (ossa di maiale con ancora parte di fibra muscolare messe in un composto per marinare e dar sapore e in seguito bollite)
- Polenta e cicitt (polenta di grano giallo e salsicce di capra)
- Lepre in salmì accompagnata solitamente da polenta gialla

## Formaggi

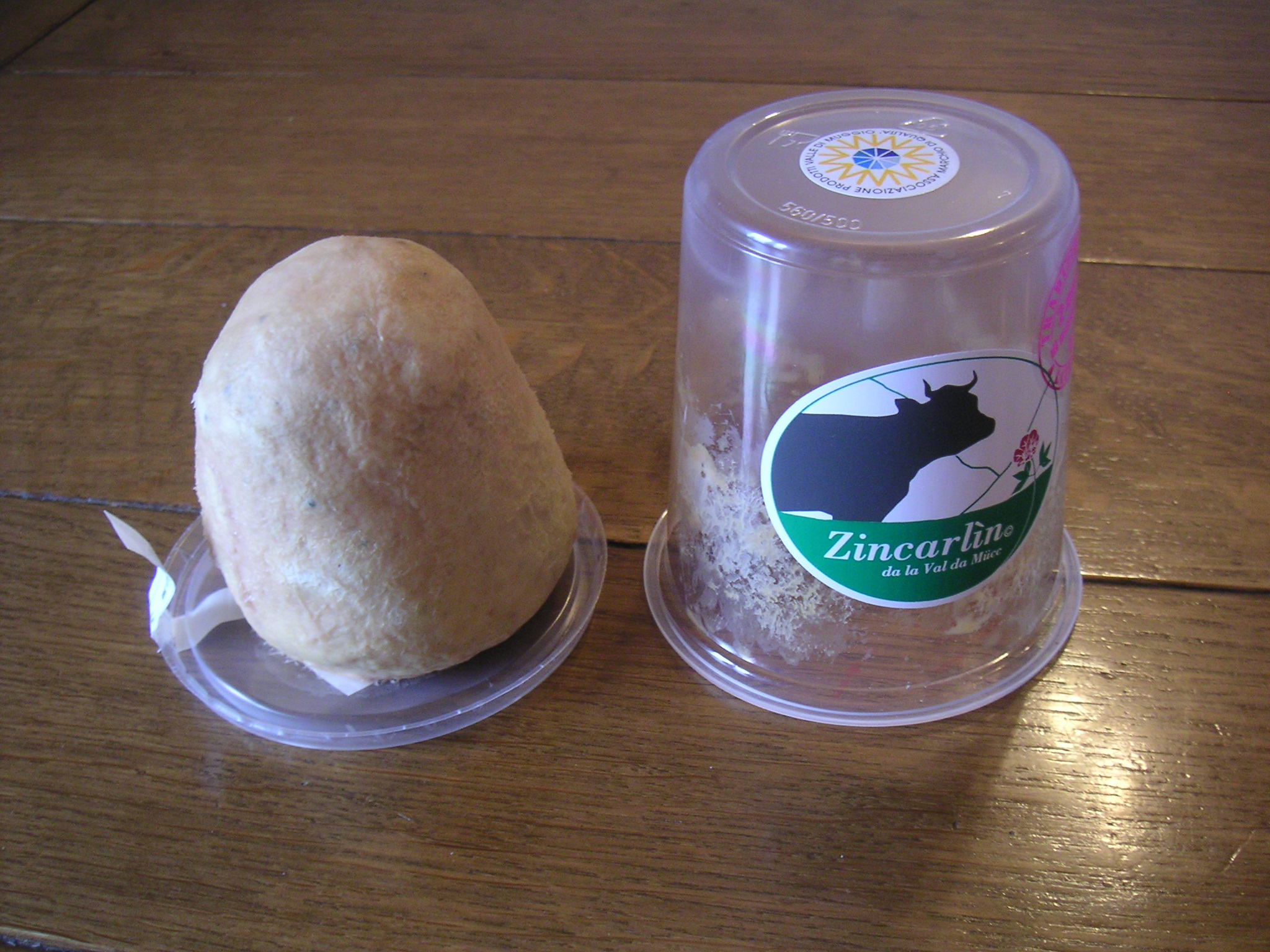
Zincarlin della Valle di Muggio (Zincarlin da la Val da Mücc).

- San Carlo, formaggio semiduro o duro
- Grottino
- Pressato
- Stella Alpina
- Zincarlin, formaggio fresco con prezzemolo, aglio e pepe tritato variante dei formaggini della valle di Muggio
- Raclette, comune in tutta la Svizzera
- Formaggi degli alpeggi ticinesi
- Formaggini della valle di Muggio: Gorello, Robiolino, Robiola, Quadratino
- Formagelle a pasta semidura della valle di Muggio

## Salumi

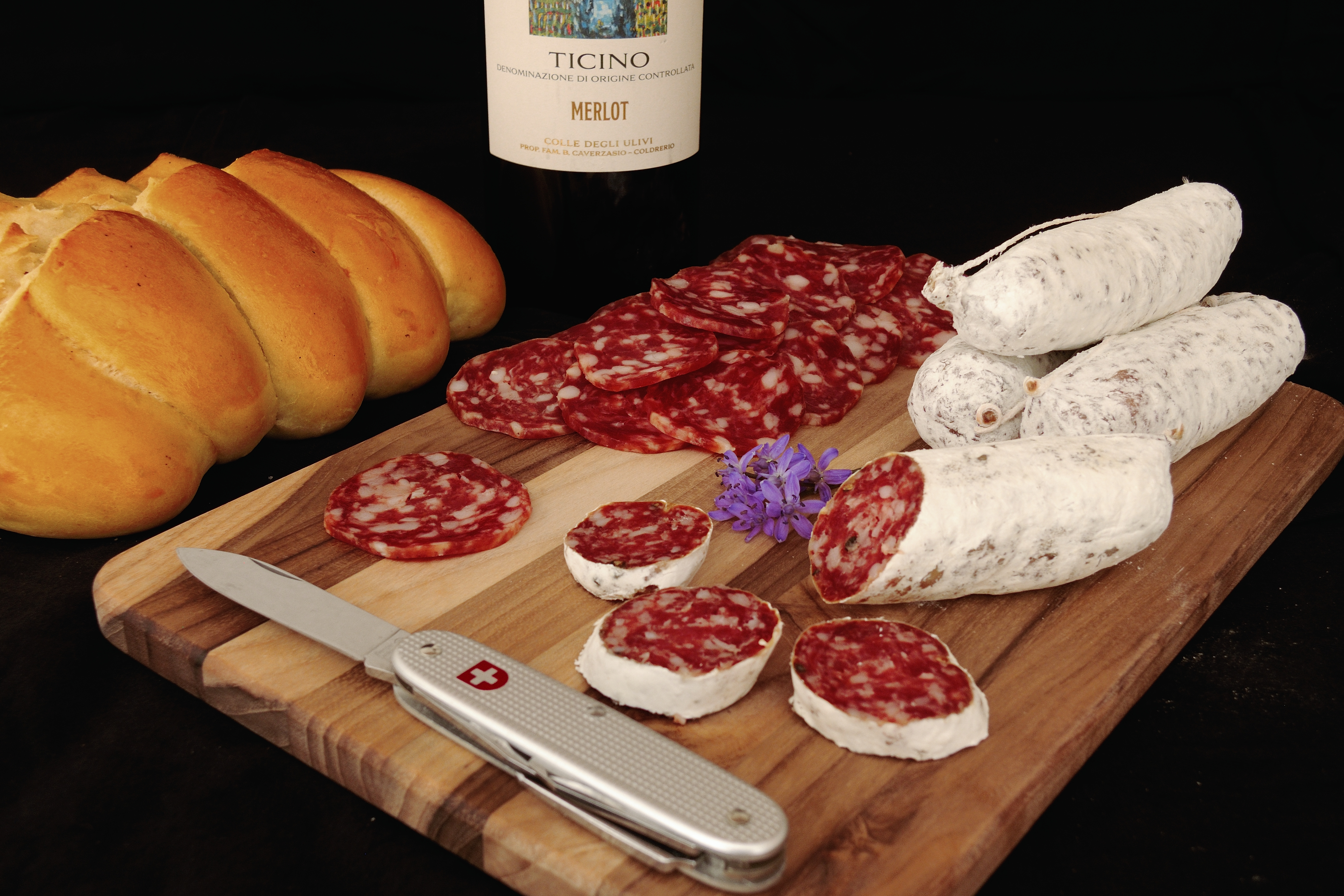
Salame nostrano

- Prosciutto crudo e cotto
- Salame
- Salametto ticinese
- Bresaola
- Luganega e luganighetta
- Cotechino
- Mortadella di fegato
- Violino di capra
- Zampone crudo e precotto

## Dolci
- Vermicelles, dolce a base di purea di castagne originario del Ticino
- Tortelli
- Amaretti
- Torta di pane, dolce preparato con pane raffermo
- Ciambelle all'anice
- Pastafrolle (della valle Bedretto)
- Oss da mort, biscotti alle mandorle
- Crèfli
- Spampezia
- Cavollatte

## Liquori
- Grappa
- Ratafià o Nocino, liquore a base di noci

## Vini
L'80% dell'uva coltivata in Canton Ticino è del vitigno Merlot, quindi la produzione in Ticino è in gran parte di vini rossi.
- Abiasca, vino rosso (DOC)
- Agra Collina d'Oro Chardonnay (DOC)
- Aranzon, vino rosato da tavola
- Arcangelo Ticino rosso (DOC)
- Bianco della Svizzera italiana
- Bianco della Piana (DOC)
- Bianco di Minusio (DOC)
- Bianco della Strega (DOC)
- Bianco di Sera
- Bianco Smeraldino (DOC)
- Bianco ticinese (DOC)
- Bianco di Vallemaggia-Antrobio (DOC)
- Chiaretto di uva americana
- Chiaretto della Svizzera italiana
- Cuvée 1 Svizzera italiana, rosso (IGT)
- Carissima, bianco (DOC)
- Chardonnay Ticino (DOC)
- Chardonnay Barrique Ticino (DOC)
- Corteglia
- Dorale (DOC)
- Elisir
- Iris
- Ibisco, rosato
- La Piana (DOC)
- Ludiano Ticino, rosso (DOC)
- Lughetto (DOC)
- Latte di Luna (DOC)
- Meridio (DOC)
- Merlot Ticino (DOC)
- 'Na Tronada, vino rosso (DOC)
- 'Na Tronada Riserva, vino rosso (DOC)
- Ninfea (DOC)
- Rosato Ticino (DOC)
- Runchet Ticino, rosso (DOC)
- Poggio Solivo Ticino, rosso (DOC)
- Profumi di Vigna (DOC)
- Rosato della Svizzera italiana (DOC)
- Rosato di Merlot Ticino (DOC)
- San Zeno Ticino, rosso (DOC)
- Sauvignon Ticino (DOC)
- Sauvignon Blanc della Svizzera italiana (DOC)
- Terre di Gudo Ticino, rosso (DOC)
- Terrenobili Ticino, rosso (DOC)
- Tratto Fino, bianco (DOC)
- Ul Suu, bianco (DOC)

## Prodotti da forno
- Pane ticinese
- Pane Vallemaggia (creato ad Ascona)